# František Václav Felíř
František Václav Felíř (1700, Praha – 1757, Praha) byl pražský staroměstský měšťan, asesor práva rychtářského na Starém Městě pražském a autor rukopisně dochovaného letopisu, který je považován za nejrozsáhlejší popis života a událostí v Praze první poloviny 18. století.

## Život
František Václav Felíř se narodil ke konci září roku 1700 jako syn Mikuláše Felíře (1661–1727) a jeho manželky Salomeny (1667–1733). Pokřtěn byl 29. září v kostele sv. Martina ve zdi, kde jeho otec působil jako kantor. Oba otcovi bratři byli duchovní – Matěj Václav Felíř († 11. října 1731) byl farářem ve Vlachově Březí a Ricoverus Karel Felíř († 31. července 1741) byl převorem kláštera servitů v Rabštejně nad Střelou.
František Václav Felíř studoval na Karlo-Ferdinandově univerzitě v Praze, kde se stal magistrem svobodných umění a filozofie. Byl rovněž posluchačem obojích práv. Zda právnická studia dokončil, není známo, nicméně 11. května 1730 byl ustanoven asesorem práva rychtářského na Starém Městě a tento úřad zastával až do smrti.
Dne 12. července 1724 se oženil s Magdalenou Františkou Strakovou v dominikánském kostele svatého Jiljí na Starém Městě. Zemřel bezdětný ve věku 57 let. Byl pohřben 2. března 1757 v kryptě kostela sv. Jiljí.

## Letopis
Jeho české rukou psané zápisky zaznamenávající události z let 1723–1756 byly tiskem vydány poprvé až roku 2011 zásluhou historika Jana Vogeltanze. Felířův letopis popisuje jak záležitosti stěžejního historického významu (korunovace Karla VI. za českého krále, svatořečení Jana Nepomuckého, válečné konflikty), tak epizody z každodennosti hlavního města (popravy, vraždy, neštěstí, pohromy způsobené počasím).